# Marina Szainowa
Marina Władimirowna Szainowa, ros. Марина Владимировна Шаинова (ur. 14 marca 1986 we wsi Konokowo) – rosyjska sztangistka, srebrna medalistka mistrzostw świata, czterokrotna mistrzyni Europy (tytuł mistrzyni Europy w 2013 utraciła po dyskwalifikacji za doping).
31 sierpnia 2016 roku straciła wywalczony medal podczas Igrzysk w Pekinie gdyż wykryto u zawodniczki środki niedozwolone.

## Wyniki
| Rok  | Zawody               | Miasto       | Miejsce | Kategoria | Wynik    |
| ---- | -------------------- | ------------ | ------- | --------- | -------- |
| 2004 | Mistrzostwa Europy   | Kijów        | 5       | 58 kg     | 210 kg   |
| 2005 | Mistrzostwa Europy   | Sofia        | 1       | 58 kg     | 222,5 kg |
| 2005 | Mistrzostwa świata   | Doha         | 3       | 58 kg     | 233 kg   |
| 2006 | Mistrzostwa Europy   | Władysławowo | 1       | 58 kg     | 237 kg   |
| 2007 | Mistrzostwa Europy   | Strasburg    | 1       | 58 kg     | 230 kg   |
| 2007 | Mistrzostwa świata   | Chiang Mai   | 2       | 58 kg     | 237 kg   |
| 2008 | Igrzyska olimpijskie | Pekin        | DSQ     | 58 kg     | 227 kg   |
| 2010 | Mistrzostwa Europy   | Mińsk        | 4       | 63 kg     | 225 kg   |
| 2011 | Mistrzostwa Europy   | Kazań        | 1       | 63 kg     | 245 kg   |
| 2013 | Mistrzostwa Europy   | Tirana       | 1       | 63 kg     | 235 kg   |